# Crenicichla reticulata
Crenicichla reticulata és una espècie de peix de la família dels cíclids i de l'ordre dels perciformes.

## Morfologia
Els mascles poden assolir els 21,6 cm de longitud total.

## Distribució geogràfica
Es troba a Sud-amèrica: conca dels rius Amazones (Colòmbia, el Perú i Brasil) i Essequibo (Guaiana).